# Dan Bolduc
Daniel George Bolduc (* 6. April 1953 in Waterville, Maine) ist ein ehemaliger US-amerikanischer Eishockeyspieler, der in seiner aktiven Laufbahn unter anderem für die Detroit Red Wings und Calgary Flames in der National Hockey League sowie die New England Whalers in der World Hockey Association auf der Position des linken Flügelstürmers aktiv war.

## Karriere
Bolduc wurde nie gedraftet und schaffte den Durchbruch in einer Profiliga nach den Olympischen Winterspielen 1976, wo der Stürmer mit der US-amerikanischen Nationalmannschaft teilnahm. In sechs Spielen erzielte er zwei Tore und verpasste mit seinem Team nur knapp einen Medaillengewinn. Nach dem Turnier wurde er von den New England Whalers aus der World Hockey Association unter Vertrag genommen. 1978 schaffte es die Whalers in das Play-off-Finale, wo das Team den Winnipeg Jets unterlag. Da er gute Play-offs gespielt hatte, wurde auch die National Hockey League auf den Stürmer aufmerksam und nach Ablauf seines Vertrages 1978 bei den Whalers wurde er von den Detroit Red Wings verpflichtet. 
Dort hatte er wenig Anlaufschwierigkeiten und schon in seiner ersten Saison kam Danny Bolduc auf 56 Einsätze. Meist kam er in der Checking Line zum Einsatz. Nach einer weiteren Saison ging aber das Niveau seiner Leistungen zurück und immer öfters sah man den Amerikaner im Farmteam Adirondack Red Wings spielen. Bei den Montréal Canadiens konnte er sich nicht für einen Platz im NHL-Kader empfehlen. 1982 unterschrieb er als Free Agent einen Kontrakt bei den Calgary Flames. Zu mehr als drei Einsätzen reichte es nicht, sodass er meist im Team der Colorado Flames in der Central Hockey League spielte, wo er den Teamrekord für die meisten Tore hält. Seine Karriere beendete er 1985 im Dress der Moncton Golden Flames.

## Erfolge und Auszeichnungen
- 1981 Calder-Cup-Gewinn mit den Adirondack Red Wings
- 1983 CHL Second All-Star Team